# Liste der Monuments historiques in Vongnes
Die Liste der Monuments historiques in Vongnes führt die Monuments historiques in der französischen Gemeinde Vongnes auf.

## Liste der Bauwerke
| Bezeichnung    | Beschreibung              | Standort | Kennzeichnung | Schutzstatus | Datum | Bild           |
| -------------- | ------------------------- | -------- | ------------- | ------------ | ----- | -------------- |
| Kirche St-Oyen | Erbaut im 12. Jahrhundert | (Lage)   | PA00116601    | Inscrit      | 1976  | weitere Bilder |

## Liste der Objekte
- Monuments historiques (Objekte) in Vongnes in der Base Palissy des französischen Kultusministeriums